# Rawon
Rawon (javanesiska: ꦫꦮꦺꦴꦤ꧀) är en indonesisk biffsoppa med ursprung från Jawa Timur. Huvudkryddan är växten Pangium edule som ger soppan en mörk färg och nötig smak.